# 史摩基·羅賓森
小威廉·「史摩基」·羅賓森（英語：William "Smokey" Robinson Jr.，1940年2月19日—），美國音樂人、作曲人、音樂製作人、和前音樂執行人。羅賓森是摩城合唱組合奇蹟樂隊的創立者與領唱，同時也兼任了樂隊的主作曲人與製作人。自奇蹟樂隊從1955年建立以來，羅賓森領導樂隊直到他在1972年從樂隊退休並擔任摩城唱片副總裁。
然而，羅賓森在隔年以獨唱藝人身分重返音樂界。繼1988年摩城唱片被MCA公司收購後，羅賓森於1990年離開了該公司。羅賓森在1987年被引入搖滾名人堂，他也因其一生對流行音樂的貢獻獲得了2016年美國國會圖書館的蓋希文獎。

## 延伸閱讀
- Christgau, Robert. . Newsday. June 1972  [2018-03-18]. （原始内容存档于2018-03-26）.

## 外部連結
- 《大英百科全书》中的条目：Smokey Robinson and the Miracles（英文）
- Smokey Robinson interview by Pete Lewis, 'Blues & Soul' December 1992（页面存档备份，存于）
- Fresh Air interview（页面存档备份，存于）
- 摇滚名人堂上的史摩基·羅賓森
- Smokey Robinson's page at soulwalking.co.uk（页面存档备份，存于）
- Smokey Robinson Biography and Update at SoulTracks（页面存档备份，存于）
- Smokey Robinson at cosmopolis.ch
- 史摩基·羅賓森在互联网电影资料库（IMDb）上的資料（英文）